# Rosandratal
Das Rosandratal (italienisch Val Rosandra, slowenisch Dolina Glinščice) ist ein Tal entlang des Flusses Rosandra in der italienischen Gemeinde San Dorligo della Valle bei Triest. Es ist der einzige Taleinschnitt des Triestiner Karsts und wurde 1996 zum Naturpark erklärt.

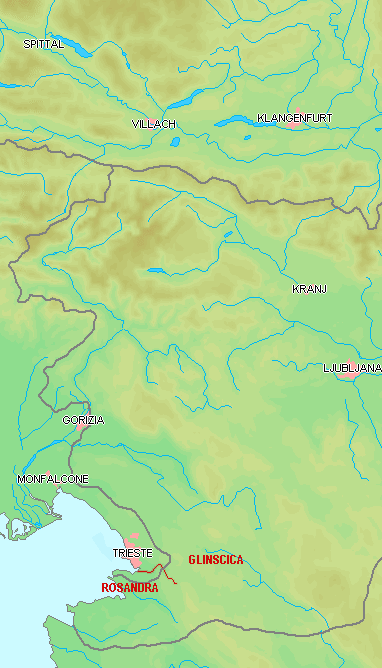
Karte des Rosandratals

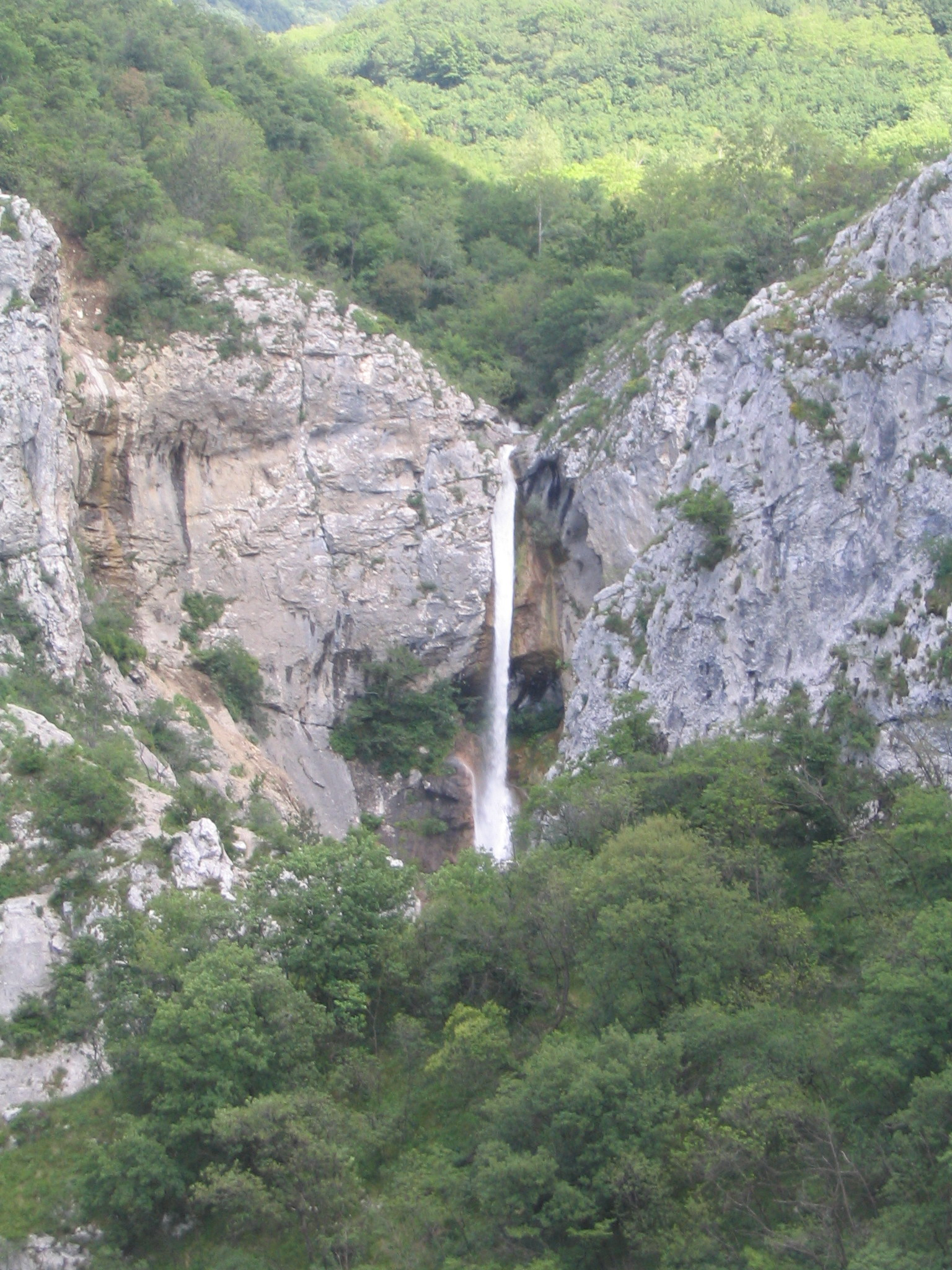
Wasserfall im Rosandratal

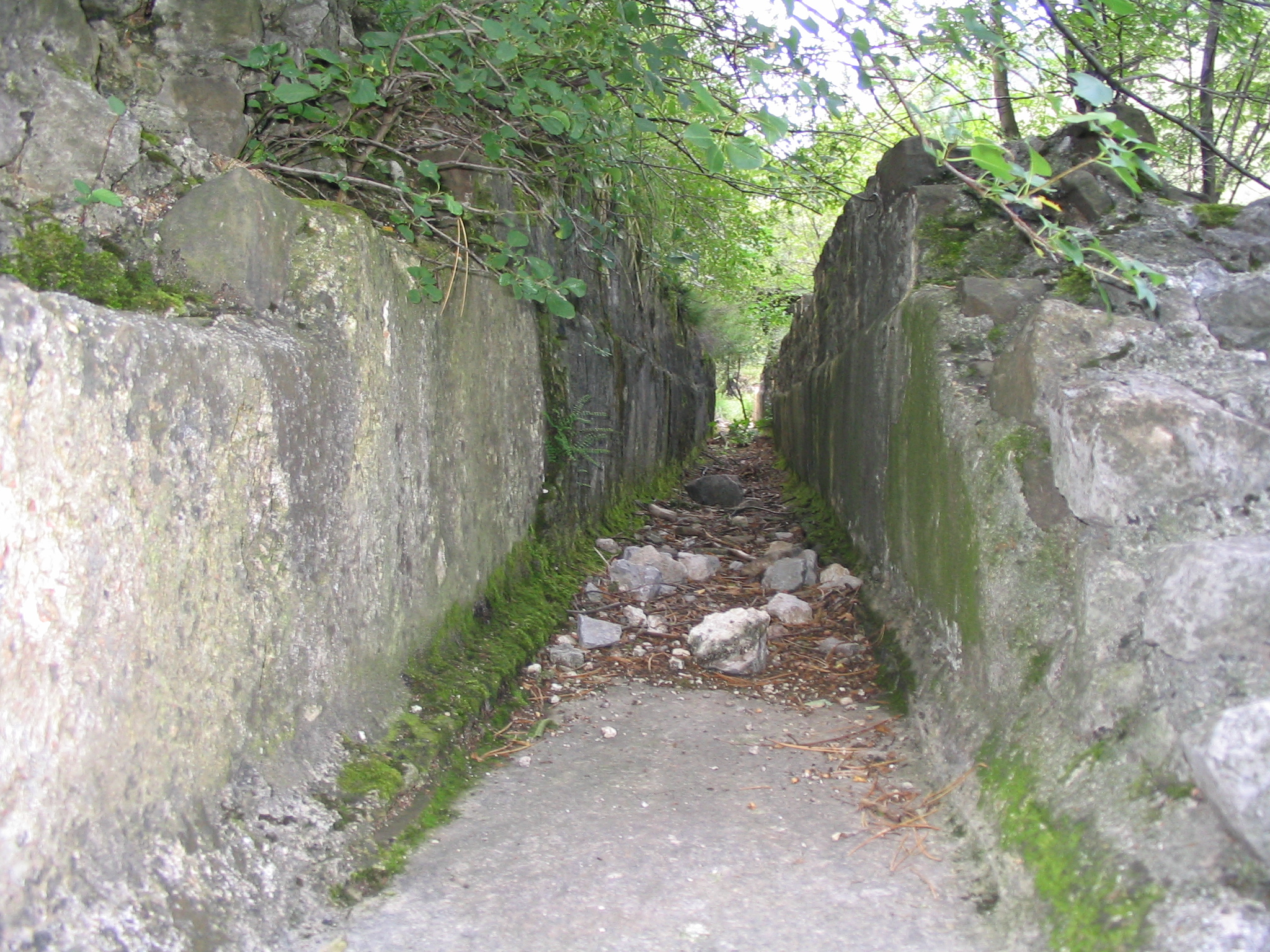
Überreste des römischen Aquädukts aus dem 1. Jahrhundert

## Geografie
Das Rosandratal befindet sich in der Gemeinde San Dorligo della Valle östlich der Hafenstadt Triest. Der nördliche Teil des Tales reicht über die Grenze nach Slowenien.

## Geologie
Das Rosandratal ist Teil einer Karstlandschaft. Es befindet sich im westlichen Teil des Triestiner Karsts und bildet den einzigen Taleinschnitt des Plateaus.
Das Tal entstand aufgrund der Erosion, die durch das Oberflächenwasser des Flusses Rosandra verursacht wurde. In der Nähe der Ortschaft Bottazzo bildet der Fluss einen ca. 30 Meter hohen Wasserfall, der den Übergang vom wasserdurchlässigen Gestein auf dem Berg zu dem wasserundurchlässigen Mergel im Tal deutlich macht. Der Wasserfall bildet den Anfang des Rosandratals. Die anschließende Talrinne durchschneidet die Karsthochebene von Nordwesten nach Südosten und folgt dem Lauf des Rosandraflusses, der durch zahlreiche größere und kleinere Wasserfälle und Seen bis zur Adria reicht.

## Flora und Vegetation
Das bis jetzt gesammelte Wissen über die biologische Vielfalt des Rosandratales lässt sich in wenigen Zahlen zusammenfassen: mehr als 1.000 Pilzarten, 988 Gefäßpflanzen, ca. 300 Flechten, ca. 150 Laub- und Lebermoose, ca. 100 Myxomyceten, welche zusammen ca. 2.700 Einheiten ergeben. Die Landpflanzen weisen eine hohe biologische Vielfalt sowohl in Quantität als auch in Qualität auf: Unter ihnen befinden sich viele seltene oder endemische Arten – manchmal die einzige in Italien bekannte Population – und viele andere, welche im Karst selten sind, jedoch in weiten Gebieten, wie im Mittelmeergebiet oder in den Voralpen, beheimatet sind.
Das Rosandratal spiegelt die Geschichte der Vegetation des Karstes wider, besitzt jedoch auch viele eigentümliche Bereiche. Die Geomorphologie des Tales bildet ein ’Unicum’ im Triestner Karst: Die Landwirtschaft beschränkte sich früher wie auch heute auf kleine Gebiete auf Flysch-Gestein, so z. B. in Botazzo. Die Weidegebiete sind heutzutage fast völlig verlassen, vor allem wegen der steilen und steinigen Hänge. Das Tal bewahrt außerdem Eigenschaften des prähistorischen Karsts: die Vegetation der Felsen und Geröllhalden, die Feuchtgebiete entlang des Flusses, die vertikalen Felswände mit Cyanobakterien. Die Landschaft des Rosandratales ist daher anders als jene des restlichen Karsts in der Umgebung von Triest. Alpinisten, welche die steilen Felswände für Exkursionen nützen, haben diesen Karst mit einer „alpinen“ Landschaft verglichen. Jener erinnert jedoch umso mehr an die dinarischen Täler in Dalmatien. Die Makrolandschaft mit ihren Erosionen, Hecken und Sträuchern, den fast kahlen Oberflächen, den geologischen Strukturen und vielem mehr ähnelt der Landschaft in Kroatien. Auf diese Weise erinnern Gebiete des M. Carso an das Hinterland von Rijeka.
Der Zusammenhang zwischen Vegetation und anderen physischen Faktoren ist im Rosandratal weit deutlicher zu erkennen als in den Alpen, in welchen die Orographie und das Vorkommen vieler verschiedener Gesteine die Situation erschweren. Diese Einfachheit ist der recht simplen Entwicklung des Reliefs und den beiden einzigen Gesteinen, Kalk und Flysch, zu verdanken.
Beim Kalkstein sind die Schichten bei den Linkshängen (M. Carso) gemäß der Hangrichtung eingebettet, während sie bei den Rechtshängen (M. Stena) dem Hang entgegengesetzt sind und eine außergewöhnliche Symmetrie in der Vegetation vorherrscht. Auf den Linkshängen überwiegen Geröllhalden mit Heckenlandschaften, teilweise von Grasbüscheln unterbrochen, während man hingegen auf den Rechtshängen abwechselnd Wälder und vertikale Felswände mit Cyanobakterien findet. Das Heideland beherrscht die ebenen Gebiete zwischen dem M. Stena und dem M. Carso.
Der Flysch besitzt entgegengesetzte Eigenschaften: das Gestein ist fest und wasserundurchlässig (einzige landwirtschaftliche Nutzung auf diesem Boden befindet sich in der Nähe von Botazzo), die Landschaft nimmt weichere Formen an, die Pflanzendecke ist dichter, die Blüte der Pflanzen ist gedämmt, in der Zeit verteilt und daher dominiert die grüne Farbe in der Landschaft. Der Kalkstein hingegen beherbergt eine unterbrochene Vegetation mit grellfarbenen Blüten, welche konzentriert und in bestimmten Zeitabschnitten vorkommen (gelbe Blüten im Frühling, rosa-violette im Herbst). Der sandige Mergel erinnert an eine „appenninische“ Landschaft, der Kalksteine hingegen an eine „balkanische“. Bereits Posphichal (1897) beschreibt in seinem monumentalen Werk über die Flora des damaligen österreichischen Küstengebietes die Sandsteinhügel als „phlegmatisch“, die Gebiete mit Kalkstein als „dramatisch“. Im Rosandratal überwiegt das Phlegmatische im oberen Teil, das Drama im unteren.

## Geschichte
Das Rosandratal als natürliche Verbindung zwischen Meer und Hinterland wurde bereits in vorgeschichtlicher Zeit als Durchgangsstrecke für den Handel genutzt.
Die in verschiedenen Höhlen entdeckten Funde sind ein Beweis für die Anwesenheit des Menschen in der Mittelsteinzeit und später in der Jungsteinzeit. Auf die Eisenzeit gehen die beiden Castellieri auf den Anhöhen von Monte San Michele und Monte Carso zurück, wo heute noch die Reste der Mauern zu sehen sind. Zu den Überresten aus der römischen Zeit gehört das knapp 14 Kilometer lange Aquädukt aus dem 1. Jahrhundert, das die Stadt Triest vermutlich bis ins 6. oder 7. Jahrhundert mit Wasser versorgte.
Im Mittelalter verlief die Grenze zwischen dem Triestiner Territorium und den venezianischen Gebieten Istriens durch das Rosandratal, in dem zahlreiche Auseinandersetzungen zwischen den beiden Parteien ausgetragen wurden. 1382 stellte sich Triest und seine angrenzenden Gebiete unter das Protektorat der Habsburger. Auch das Rosandratal blieb bis 1918 österreichisch.
Nach dem Ersten Weltkrieg wurde das Gebiet an Italien angeschlossen und Teil der Region Julisch Venetien. Nach dem Zweiten Weltkrieg verlief erneut eine Grenze durch das Rosandratal: der Großteil des Territoriums blieb unter Italien, das nördliche Gebiet hingegen wurde Jugoslawien zugeteilt.
Zu Beginn des 20. Jahrhunderts wurde das Rosandratal von Alpinisten entdeckt und entwickelte sich zu einem beliebten Ziel für Bergsteiger und Kletterer. 1929 gründete der Triestiner Bergsteiger Emilio Comici eine Kletterschule und gab die ersten Bergsteigerkurse. 1933 wurde vom italienischen Bergsteigerverband Club Alpino Italiano die Schutzhütte Mario Premuda errichtet, die heute Sitz der Kletterschule Emilio Comici ist.
1996 wurde das Tal und seine Umgebung zum Naturpark Riserva naturale regionale della Val Rosandra erklärt.

## Verkehr
Ab 1887 führte die Bahnstrecke Triest–Hrpelje-Kozina der k.k. österreichischen Staatsbahnen durch das Tal. 1960 wurde die Bahnstrecke stillgelegt und später in einen Radweg umgebaut.